# Jaarbeurs

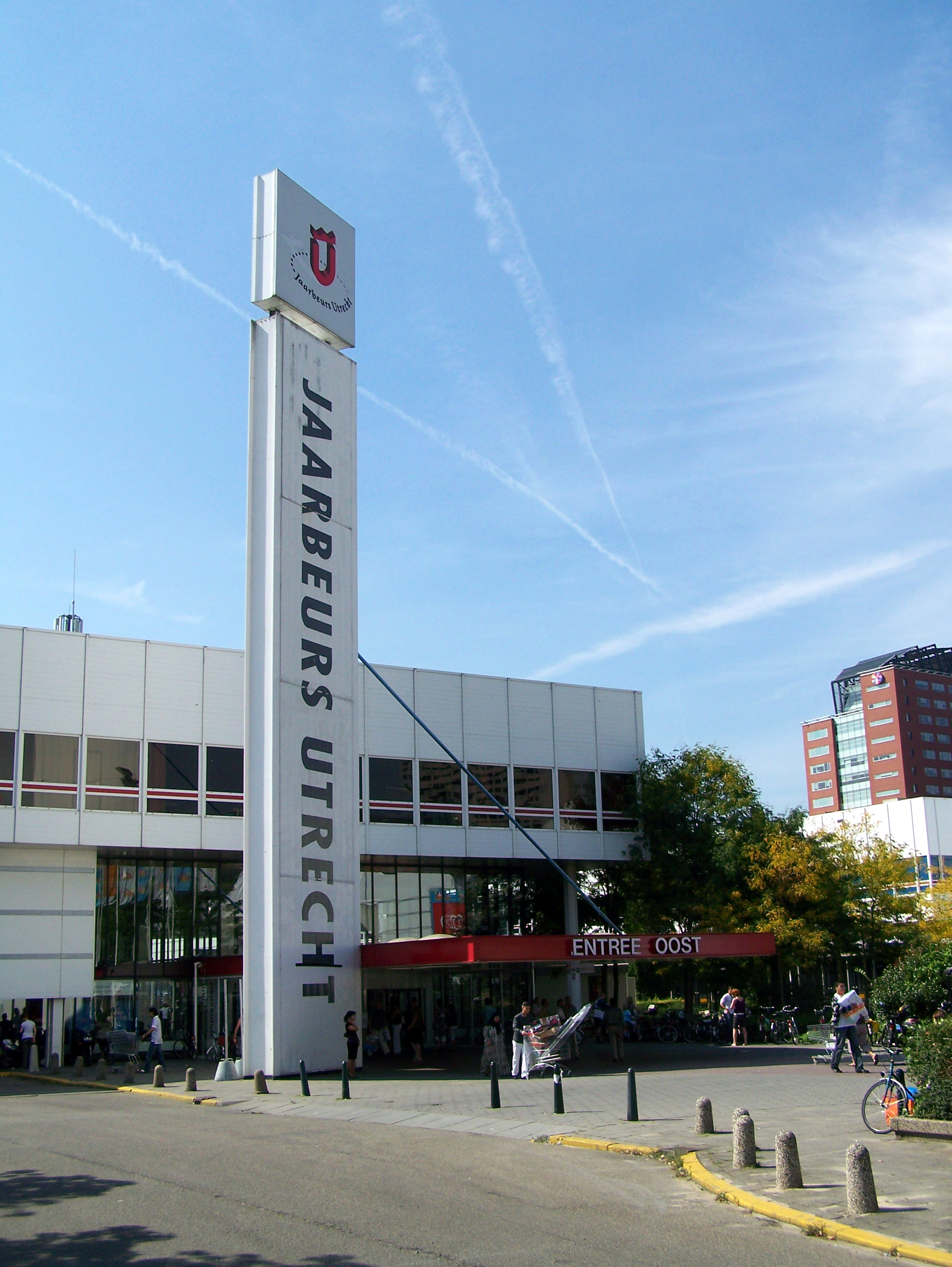
Entrada do Jaarbeurs

O Jaarbeurs (Feira Anual) é um centro de exposições e convenções em Utrecht, no Países Baixos . Eventos notáveis incluem o antigo Space '86, o Hobby Computer Club Days ( HCC Dagen ) e a Mega Record & CD Fair. O local também é uma base regular para festivais de música como o festival ASOT e o Thunderdome .
O Jaarbeurs se estende por uma área de 100.000 m² ao lado da estação de comboios Utrecht Centraal .
O primeiro Jaarbeurs foi realizado em 1917. Foi um grande sucesso desde o início, abrindo a cidade de Utrecht como um centro comercial e dando-lhe um impulso económico.